# Самогон
Самого́н — крепкий спиртной напиток, изготовляемый в домашних условиях путём перегонки через самодельные или заводского изготовления аппараты спиртосодержащей массы (браги), получаемой в результате брожения сахарного сиропа, осахаренных зерновых, картофеля, фруктов или других продуктов, содержащих сахар и осахаренные крахмальные вещества.

## Слово «самогон»
До революции 1917 г. нелегально производимые напитки назывались «корчма» (см. корчемство). Впервые слово «самогон» в значении кустарно произведенного в домашних условиях дистиллята в письменных источниках появилось в 1917 году. Ещё в середине XIX века слово «самогон» означало добычу зверя погоней, преследованием самим охотником, лесником, на ногах или на лыжах (не собаками, не верхом). После революции произошло изменение законодательно установленных терминов и «корчму» стали называть «самогонкой». Поэтому слово «самогон» в современном понимании довольно молодое.

## Основные этапы технологического процесса
- Изготовление браги;
- Перегонка браги через перегонный аппарат с получением самогона;
- Необязательная стадия: ректификация;
- Необязательная стадия: очистка самогона.

## Методы изготовления самогона
Перегонка называется простой, если она преследует цель как можно полнее извлечь этиловый спирт из перегоняемой жидкости вместе со всеми другими летучими веществами, и фракционированной, если при ней ставят задачу отделить одни летучие вещества от других, основываясь на различии их точек кипения (температур парообразования), конденсируя по фракциям выделяющиеся в разное время пары.
В первом случае будет получен самогон невысокого качества, содержащий большое количество вредных примесей, во втором происходят потери спирта; кроме того, для уверенного разделения на фракции процесс перегонки приходится проводить значительно медленнее. В случае двукратной перегонки возможно комбинировать оба метода: первую перегонку проводят по простому методу, а вторую уже способом фракционированной (дробной) перегонки.

## Разновидности самогонных аппаратов
Большинство самогонных аппаратов, применяемых в быту, использует принцип дистилляции. Различают аппараты последовательного и непрерывного действия. Также есть аппараты колонного типа и с сухопарником. 

### Самогонные аппараты периодического действия
Простейшие аппараты периодического действия состоят из перегонного куба, в котором происходит кипение спиртосодержащей жидкости, и холодильника, в котором осуществляется конденсация спиртовых паров. С помощью подобных аппаратов получить алкогольные напитки высокого качества весьма затруднительно, поэтому дальнейшим развитием стало добавление между кубом и холодильником упрощенной ректификационной колонны. Но каким бы сложным ни казался подобный аппарат, он требует периодического опорожнения перегонного куба от отработанной браги и замены её новой.

### Самогонные аппараты непрерывного действия
Представляют собой упрощенный вариант колонны Коффи. Принцип действия непрерывной колонны следующий: водяной пар подается в нижнюю часть колонны, а брага в верхнюю. Стекая вниз по колонне, брага нагревается восходящими потоками водяного пара, закипает, спирт переходит в газообразное состояние, а затем конденсируется холодильником. Производительность непрерывной колонны и качество получаемого спирта значительно выше, чем у простых самогонных аппаратов. Однако аппараты непрерывного действия сложнее в изготовлении, а стабильность их работы ниже, чем аппаратов периодического действия.

## Опасность кустарного производства
Получение в домашних условиях качественных и условно безопасных для здоровья перегонных алкогольных напитков не всегда возможно в силу следующих причин:
1. При нагреве браги в процессе перегонки происходит термический крекинг тяжёлых органических веществ — сахаров, белков и т. д., в результате чего образуется множество лёгких летучих органических соединений, в том числе и ядовитых, таких как метиловый спирт. Для полного удаления из браги тяжёлых веществ необходимо неукоснительное соблюдение технологии дистилляции, которое нельзя заменить, например, многократным вымораживанием и химическим осаждением в кустарных условиях. Рекомендуется избавляться от первой фазы перегонки (2—8 % всего объёма) (в народе «первак» или «первач») ввиду повышенного содержания в ней метанола.
2. Хотя температура кипения вещества при заданном давлении строго определена, его активное испарение происходит и при меньших температурах. Так что даже если поддерживать температуру браги равной температуре кипения спирта, всё равно вместе с ним испарится немало таких компонентов, как сивушные и эфирные масла. Очищения добиваются повторной дистилляцией или ректификацией. Метод многоступенчатой дистилляции частично устраняет описанные выше проблемы.

## Юридические аспекты самогоноварения
Во многих странах мира изготовление и сбыт самогона запрещены, а также преследуются законом. Так, в СССР Постановлением Президиума Верховного Совета СССР от 7 апреля 1948 года за изготовление и хранение самогона с целью сбыта, а также изготовление и сбыт с целью промысла аппаратов, служащих для изготовления самогона, была введена уголовная ответственность — заключение в исправительно-трудовой лагерь на срок от 6 до 7 лет с конфискацией имущества; за изготовление самогона без цели сбыта — лишение свободы на срок от одного до двух лет с конфискацией самогона и предметов его изготовления.
Действующее законодательство Российской Федерации не запрещает изготовление самогона, равно как и других алкогольных напитков, для личного потребления. Из числа административных правонарушений самогоноварение было исключено в 2002 году. Более того, самогонные аппараты производятся для нужд населения в промышленных масштабах и находятся в легальной продаже. А самая крупная торговая сеть по продаже товаров для домашнего самогоноварения и дистилляции Русская Дымка насчитывает более 200 магазинов на территории Российской Федерации.
Изготовление же спиртных напитков для продажи, в том числе и самогона, подлежит лицензированию согласно Закону «О государственном регулировании производства и оборота этилового спирта, алкогольной и спиртосодержащей продукции». Поэтому продажа самогона без лицензии является нарушением части второй статьи 14.1 КоАП РФ от 30.12.2001 «Осуществление предпринимательской деятельности без специального разрешения (лицензии), если такое разрешение (такая лицензия) обязательно».

## Самогон в разных странах и на разных языках
- Американский английский — moonshine (лунное сияние). Впрочем, так называли не только нелегально произведённый в США напиток, но и любой нелегально ввезённый из Канады или Мексики алкогольный напиток, в том числе и вино
- Албанский, болгарский, сербский — ракия
- Белорусский — самагонка, гарэлка
- Венгерский — палинка
- Греческий — τσίπουρο (ципуро)
- Ирландский — poitín (потин)
- Итальянский — граппа
- Испанский, латиноамериканский испанский — aguardiente[англ.] casero, chicha casera
- Кенийский — чангаа
- Кипрский — ζιβανία (зивания)
- Латышский — kandža
- Литовский — samanė (samagonas)
- Молдавский — ракиу, басамак[7]
- Немецкий — Schwarzgebranntes
- Польский — bimber, samogon
- Украинский — горiлка, житня, смага, первак, сивуха, самогонка, сем, буряківка, бурячиха, бімбер (зап. укр. диалект), палінка (закарпатский диалект)
- Французский — tord-boyaux
- Чешский - Pálenka, destilát, kořalka
- Шведский — hembränt, или региональное skogsstjärna (буквально «лесная звезда»)
- Финский — pontikka (понтикка)
- Эстонский — puskar.

см. также: Moonshine by country